# 24cm重フリューゲルミーネンヴェルファー
24cm重フリューゲルミーネンヴェルファー( schwerer 24cm Flügelminenwerfer "Iko")とは第一次世界大戦でドイツ軍が使用していた重迫撃砲である。
フリューゲル(Flügel)とはドイツ語で翼のことで、有翼砲弾を意味している。
他のミーネンヴェルファーは全てライフリングがある臼砲式の火砲であったため、
ライフリングが無い砲身から有翼砲弾を打ち出すという特徴を示していた。
この砲はドイツのオリジナルではなく、フランス軍のバティニョール240mm重迫撃砲のドイツ版コピーと言われている。
フランス軍1918年3月に、この火砲の存在を報告している。

## スペック
- 口径：24cm
- 砲身：5.3口径
- 重量：590 kg
- 射程：1200 m
- 砲弾重量：94kg